# العلاقات البليزية الجنوب سودانية
العلاقات البليزية الجنوب سودانية هي العلاقات الثنائية التي تجمع بين بليز وجنوب السودان.

## مقارنة بين البلدين
هذه مقارنة عامة ومرجعية للدولتين:
| وجه المقارنة                                              | بليز         | جنوب السودان                  |
| --------------------------------------------------------- | ------------ | ----------------------------- |
| المساحة (كم2)                                             | 22.97 ألف    | 619.75 ألف                    |
| عدد السكان (نسمة)                                         | 374.68 ألف   | 12.58 مليون                   |
| الكثافة السكانية (ن./كم²)                                 | 16.31        | 20.3                          |
| العاصمة                                                   | بلموبان      | جوبا                          |
| اللغة الرسمية                                             | لغة إنجليزية | لغة إنجليزية                  |
| العملة                                                    | دولار بليزي  | جنيه جنوب سوداني، جنيه سوداني |
| الناتج المحلي الإجمالي (بليون دولار)                      | 1.84 مليار   | 2.90 مليار                    |
| الناتج المحلي الإجمالي (تعادل القوة الشرائية) بليون دولار | 3.05 مليار   | 22.88 مليار                   |
| الناتج المحلي الإجمالي الاسمي للفرد دولار أمريكي          | 4.88 ألف     | 73                            |
| الناتج المحلي الإجمالي للفرد دولار أمريكي                 | 8.42 ألف     | 2.02 ألف                      |
| مؤشر التنمية البشرية                                      | 0.715        | 0.467                         |
| رمز المكالمات الدولي                                      | +501         | +211                          |
| رمز الإنترنت                                              | .bz          | .ss                           |
| المنطقة الزمنية                                           | 00           | ت ع م+03:00                   |

## منظمات دولية مشتركة
يشترك البلدان في عضوية مجموعة من المنظمات الدولية، منها:
| علم المنظمة | اسم المنظمة                        | تاريخ انضمام بليز | تاريخ انضمام جنوب السودان |
| ----------- | ---------------------------------- | ----------------- | ------------------------- |
|             | مؤسسة التنمية الدولية              | 19 مارس 1982      | 18 أبريل 2012             |
|             | يونسكو                             | 10 مايو 1982      | 27 أكتوبر 2011            |
|             | وكالة ضمان الاستثمار متعدد الأطراف | 29 يونيو 1992     | 18 أبريل 2012             |
|             | الأمم المتحدة                      | 25 سبتمبر 1981    | 14 يوليو 2011             |
|             | الاتحاد البريدي العالمي            | ?                 | ?                         |
|             | البنك الدولي للإنشاء والتعمير      | 19 مارس 1982      | 18 أبريل 2012             |
|             | الاتحاد الدولي للاتصالات           | 16 ديسمبر 1981    | 3 أكتوبر 2011             |
|             | مؤسسة التمويل الدولية              | 19 مارس 1982      | 18 أبريل 2012             |
|             | منظمة الشرطة الجنائية الدولية      | ?                 | ?                         |

## وصلات خارجية
- موقع وزارة الخارجية البليزية
- موقع وزارة الخارجية الجنوب سودانية